# تثقيب كهربائي

رسم تخطيطي للتثقيب الكهربائي.

التثقيب الكهربائي أو النفاذية الكهربائية (بالإنجليزية: Electroporation أو electropermeabilization)‏ هي عملية زيادة كبيرة في توصيل الكهرباء والنفاذية لغشاء البلازما الخارجي للخلية الناجم عن تطبيق مجال كهربائي.
ومن عادة ما يستخدم في الأحياء الجزيئي والهندسة الوراثية كوسيلة لإدخال بعض المواد إلى خلية، مثل تحميل جزيئية ما من الدنا مثلا، أو دواء، الذي يمكن أن يغير وظيفة الخلايا، أو قطعة من الترميز للحمض النووي.